# Liste der Gebietsänderungen in Nordrhein-Westfalen 1972
Die Liste der Gebietsänderungen in Nordrhein-Westfalen 1972 enthält wichtige Änderungen der Gemeindegebiete des Landes Nordrhein-Westfalen in der Zeit vom 1. Januar 1972 bis zum 31. Dezember 1972. Dazu zählen unter anderem Zusammenschlüsse und Trennungen von Gemeinden, Eingliederungen von Gemeinden in eine andere, Änderungen des Gemeindenamens und größere Umgliederungen von Teilen einer Gemeinde in eine andere.

## Legende
- Datum: juristisches Wirkungsdatum der Gebietsänderung
- Gemeinde vor der Änderung: Gemeinde vor der Gebietsänderung
- Maßnahme: Art der Änderung
- Gemeinde nach der Änderung: Gemeinde nach der Gebietsänderung
- Kreis: Kreis der Gemeinde nach der Gebietsänderung

Die Sortierung erfolgt chronologisch: Datum, kreisfreie Städte, Landkreise, aufnehmende oder neu gebildete Gemeinde. Heute noch bestehende Gemeinden sind farbig unterlegt.

## Liste
| Datum      | Gemeinde vor der Änderung | Maßnahme                                                                             | Gemeinde nach der Änderung                                                           | Kreis                                                                                |
| ---------- | --- | ------------------------------------------------------------------------------------ | ------------------------------------------------------------------------------------ | ------------------------------------------------------------------------------------ |
| 01.01.1972 | Kreisneugliederung 56 Kreise, 34 kreisfreie Städte → 52 Kreise, 34 kreisfreie Städte                                                      | Kreisneugliederung 56 Kreise, 34 kreisfreie Städte → 52 Kreise, 34 kreisfreie Städte | Kreisneugliederung 56 Kreise, 34 kreisfreie Städte → 52 Kreise, 34 kreisfreie Städte | Kreisneugliederung 56 Kreise, 34 kreisfreie Städte → 52 Kreise, 34 kreisfreie Städte |
| 01.01.1972 | Brand Eilendorf Haaren Kornelimünster Laurensberg Richterich Walheim                                                                      | Eingliederung                                                                        | Aachen                                                                               | –                                                                                    |
| 01.01.1972 | Broichweiden (374 ha) Stolberg (40 ha) Würselen (1 ha)                                                                                    | Umgliederung                                                                         | Aachen                                                                               | –                                                                                    |
| 01.01.1972 | Alsdorf Bettendorf Hoengen | Zusammenschluss                                                                      | Alsdorf                                                                              | Aachen                                                                               |
| 01.01.1972 | Bardenberg (160 ha), Duffesheide, Radsberg, Reifeld Broichweiden (401 ha), Broicher Siedlung Kinzweiler (35 ha), Oidtweiler (26 ha)       | Umgliederung                                                                         | Alsdorf                                                                              | Aachen                                                                               |
| 01.01.1972 | Baesweiler Oidtweiler Puffendorf Setterich                                                                                                | Zusammenschluss                                                                      | Baesweiler                                                                           | Aachen                                                                               |
| 01.01.1972 | Dürwiß Kinzweiler Laurenzberg Lohn Weisweiler                                                                                             | Eingliederung                                                                        | Eschweiler                                                                           | Aachen                                                                               |
| 01.01.1972 | Broichweiden (40 ha) Frenz (163 ha) Gressenich (20 ha) Stolberg (3 ha)                                                                    | Umgliederung                                                                         | Eschweiler                                                                           | Aachen                                                                               |
| 01.01.1972 | Herzogenrath Kohlscheid Merkstein | Zusammenschluss                                                                      | Herzogenrath                                                                         | Aachen                                                                               |
| 01.01.1972 | Bardenberg (195 ha), Niederbardenberg Richterich (93 ha), Bank, Wilsberg                                                                  | Umgliederung                                                                         | Herzogenrath                                                                         | Aachen                                                                               |
| 01.01.1972 | Höfen Imgenbroich Kalterherberg Konzen Monschau Mützenich Rohren                                                                          | Zusammenschluss                                                                      | Monschau                                                                             | Aachen                                                                               |
| 01.01.1972 | Eicherscheid (1 ha) Simmerath (3 ha) | Umgliederung                                                                         | Monschau                                                                             | Aachen                                                                               |
| 01.01.1972 | Eicherscheid Kesternich Lammersdorf Rurberg Simmerath Steckenborn Strauch                                                                 | Zusammenschluss                                                                      | Simmerath                                                                            | Aachen                                                                               |
| 01.01.1972 | Dreiborn (580 ha), Einruhr, Hirschrott mit der Wüstung Leykaul Imgenbroich (1 ha) Konzen (17 ha)                                          | Umgliederung                                                                         | Simmerath                                                                            | Aachen                                                                               |
| 01.01.1972 | Gressenich Stolberg | Zusammenschluss                                                                      | Stolberg (Rhld.)                                                                     | Aachen                                                                               |
| 01.01.1972 | Brand (62 ha) Eschweiler (10 ha) Kornelimünster (1725 ha), Breinig, Venwegen Roetgen (2037 ha), Zweifall                                  | Umgliederung                                                                         | Stolberg (Rhld.)                                                                     | Aachen                                                                               |
| 01.01.1972 | Bardenberg Broichweiden | Eingliederung                                                                        | Würselen                                                                             | Aachen                                                                               |
| 01.01.1972 | Haaren (104 ha) Kinzweiler (45 ha) | Umgliederung                                                                         | Würselen                                                                             | Aachen                                                                               |
| 01.01.1972 | Aldenhoven Dürboslar Engelsdorf Freialdenhoven Niedermerz Pattern b. Aldenhoven Schleiden Siersdorf                                       | Zusammenschluss                                                                      | Aldenhoven                                                                           | Düren                                                                                |
| 01.01.1972 | Bourheim (45 ha) | Umgliederung                                                                         | Aldenhoven                                                                           | Düren                                                                                |
| 01.01.1972 | Arnoldsweiler Birgel Birkesdorf Derichsweiler Echtz-Konzendorf Gürzenich Lendersdorf Mariaweiler-Hoven Merken Niederau                    | Eingliederung                                                                        | Düren                                                                                | Düren                                                                                |
| 01.01.1972 | D’horn (43 ha), aus Schlich-D’horn Geich-Obergeich (1 ha) Kreuzau (260 ha), aus Stockheim Merzenich (50 ha)                               | Umgliederung                                                                         | Düren                                                                                | Düren                                                                                |
| 01.01.1972 | Vossenack | Eingliederung                                                                        | Hürtgenwald                                                                          | Düren                                                                                |
| 01.01.1972 | Schmidt (181 ha) | Umgliederung                                                                         | Hürtgenwald                                                                          | Düren                                                                                |
| 01.01.1972 | Altdorf Frenz Inden Lamersdorf Lucherberg Pier Schophoven                                                                                 | Zusammenschluss                                                                      | Inden                                                                                | Düren                                                                                |
| 01.01.1972 | Jülich (9 ha) Langerwehe (44 ha) Luchem (70 ha) Selhausen (6 ha)                                                                          | Umgliederung                                                                         | Inden                                                                                | Düren                                                                                |
| 01.01.1972 | Barmen Bourheim Broich Kirchberg Koslar Mersch Merzenhausen Pattern b. Mersch Stetternich Welldorf                                        | Eingliederung                                                                        | Jülich                                                                               | Düren                                                                                |
| 01.01.1972 | Hambach (77 ha) | Umgliederung                                                                         | Jülich                                                                               | Düren                                                                                |
| 01.01.1972 | Obermaubach-Schlagstein Untermaubach | Eingliederung                                                                        | Kreuzau                                                                              | Düren                                                                                |
| 01.01.1972 | Hürtgenwald (78 ha), aus Straß Lendersdorf (30 ha), aus Berzbuir-Kufferath, aus Lendersdorf-Krauthausen Niederau (16 ha)                  | Umgliederung                                                                         | Kreuzau                                                                              | Düren                                                                                |
| 01.01.1972 | D’horn Geich-Obergeich Jüngersdorf Langerwehe Luchem Wenau                                                                                | Zusammenschluss                                                                      | Langerwehe                                                                           | Düren                                                                                |
| 01.01.1972 | Derichsweiler (333 ha) Frenz (123 ha) | Umgliederung                                                                         | Langerwehe                                                                           | Düren                                                                                |
| 01.01.1972 | Floßdorf | Eingliederung                                                                        | Linnich                                                                              | Düren                                                                                |
| 01.01.1972 | Abenden Berg-Thuir Embken Heimbach Muldenau Nideggen Schmidt Wollersheim                                                                  | Zusammenschluss                                                                      | Nideggen                                                                             | Düren                                                                                |
| 01.01.1972 | Gemünd (7 ha) Rurberg (36 ha) | Umgliederung                                                                         | Nideggen                                                                             | Düren                                                                                |
| 01.01.1972 | Ellen Hambach Huchem-Stammeln Niederzier Selhausen Steinstraß                                                                             | Zusammenschluss                                                                      | Niederzier                                                                           | Düren                                                                                |
| 01.01.1972 | Jülich (107 ha), Krauthausen Merken (30 ha) Pier (70 ha)                                                                                  | Umgliederung                                                                         | Niederzier                                                                           | Düren                                                                                |
| 01.01.1972 | Rödingen Titz | Zusammenschluss                                                                      | Titz                                                                                 | Düren                                                                                |
| 01.01.1972 | Garzweiler (480 ha), Jackerath Lövenich (12 ha)                                                                                           | Umgliederung                                                                         | Titz                                                                                 | Düren                                                                                |
| 01.01.1972 | Müddersheim Vettweiß | Zusammenschluss                                                                      | Vettweiß                                                                             | Düren                                                                                |
| 01.01.1972 | Bronsfeld (247 ha) Harperscheid (485 ha) Kall (1818 ha), aus Wahlen Schöneseiffen (777 ha)                                                | Umgliederung                                                                         | Hellenthal                                                                           | Euskirchen                                                                           |
| 01.01.1972 | Gemünd (66 ha) | Umgliederung                                                                         | Kall                                                                                 | Euskirchen                                                                           |
| 01.01.1972 | Veytal | Eingliederung                                                                        | Mechernich                                                                           | Euskirchen                                                                           |
| 01.01.1972 | Gemünd (26 ha) Kall (154 ha), aus Wallenthal Zülpich (22 ha), aus Enzen                                                                   | Umgliederung                                                                         | Mechernich                                                                           | Euskirchen                                                                           |
| 01.01.1972 | Mechernich (150 ha) | Umgliederung                                                                         | Nettersheim                                                                          | Euskirchen                                                                           |
| 01.01.1972 | Broich Bronsfeld Dreiborn Gemünd Harperscheid Oberhausen Schleiden Schöneseiffen                                                          | Zusammenschluss                                                                      | Schleiden                                                                            | Euskirchen                                                                           |
| 01.01.1972 | Heimbach (1215 ha), aus Vlatten Hellenthal (254 ha) Kall (310 ha), aus Golbach, aus Kall                                                  | Umgliederung                                                                         | Schleiden                                                                            | Euskirchen                                                                           |
| 01.01.1972 | Bürvenich Füssenich | Eingliederung                                                                        | Zülpich                                                                              | Euskirchen                                                                           |
| 01.01.1972 | Veytal (732 ha), Schwerfen | Umgliederung                                                                         | Zülpich                                                                              | Euskirchen                                                                           |
| 01.01.1972 | Borschemich Erkelenz Gerderath Golkrath Granterath Holzweiler Immerath Keyenberg Kückhoven Lövenich Schwanenberg Venrath                  | Zusammenschluss                                                                      | Erkelenz                                                                             | Heinsberg                                                                            |
| 01.01.1972 | Doveren (120 ha) Hückelhoven-Ratheim (1 ha) Myhl (2 ha) Titz (10 ha), aus Gevelsdorf Wegberg (187 ha), Geneiken Wickrath (179 ha), Kuckum | Umgliederung                                                                         | Erkelenz                                                                             | Heinsberg                                                                            |
| 01.01.1972 | Beeck Geilenkirchen Immendorf Lindern Süggerath Teveren Würm                                                                              | Zusammenschluss                                                                      | Geilenkirchen                                                                        | Heinsberg                                                                            |
| 01.01.1972 | Brachelen (179 ha) Randerath (535 ha), Hoven, Kogenbroich, Kraudorf, Nirm                                                                 | Umgliederung                                                                         | Geilenkirchen                                                                        | Heinsberg                                                                            |
| 01.01.1972 | Heinsberg (Rhld.) Karken Kempen Kirchhoven Oberbruch-Dremmen Randerath Waldenrath                                                         | Zusammenschluss                                                                      | Heinsberg                                                                            | Heinsberg                                                                            |
| 01.01.1972 | Würm (1 ha) | Umgliederung                                                                         | Heinsberg                                                                            | Heinsberg                                                                            |
| 01.01.1972 | Baal Brachelen Doveren Hückelhoven-Ratheim Rurich                                                                                         | Zusammenschluss                                                                      | Hückelhoven                                                                          | Heinsberg                                                                            |
| 01.01.1972 | Myhl (98 ha), Altmyhl | Umgliederung                                                                         | Hückelhoven                                                                          | Heinsberg                                                                            |
| 01.01.1972 | Elmpt Niederkrüchten | Zusammenschluss                                                                      | Niederkrüchten                                                                       | Heinsberg                                                                            |
| 01.01.1972 | Wegberg, Merbeck | Umgliederung                                                                         | Niederkrüchten                                                                       | Heinsberg                                                                            |
| 01.01.1972 | Merkstein (143 ha), Rimburg | Umgliederung                                                                         | Übach-Palenberg                                                                      | Heinsberg                                                                            |
| 01.01.1972 | Braunsrath Haaren Waldfeucht | Zusammenschluss                                                                      | Waldfeucht                                                                           | Heinsberg                                                                            |
| 01.01.1972 | Kirchhoven (183 ha) | Umgliederung                                                                         | Waldfeucht                                                                           | Heinsberg                                                                            |
| 01.01.1972 | Birgelen Effeld Myhl Ophoven Orsbeck Wassenberg                                                                                           | Zusammenschluss                                                                      | Wassenberg                                                                           | Heinsberg                                                                            |
| 01.01.1972 | Gerderath (6 ha) | Umgliederung                                                                         | Wassenberg                                                                           | Heinsberg                                                                            |
| 01.01.1972 | Arsbeck Wildenrath | Eingliederung                                                                        | Wegberg                                                                              | Heinsberg                                                                            |
| 01.01.1972 | Elmpt (36 ha) Niederkrüchten (15 ha) | Umgliederung                                                                         | Brüggen                                                                              | Kempen-Krefeld                                                                       |
| 01.01.1972 | Orsoy-Land | Eingliederung                                                                        | Rheinberg                                                                            | Moers                                                                                |
| 04.08.1972 | Nideggen, Blens, Düttling, Hausen, Heimbach, Hergarten, Mariawald, Vlatten                                                                | Umgliederung                                                                         | Heimbach                                                                             | Düren                                                                                |

## Quelle
- Statistisches Bundesamt (Hrsg.): Historisches Gemeindeverzeichnis für die Bundesrepublik Deutschland. Namens-, Grenz- und Schlüsselnummernänderungen bei Gemeinden, Kreisen und Regierungsbezirken vom 27.5.1970 bis 31.12.1982. W. Kohlhammer, Stuttgart / Mainz 1983, ISBN 3-17-003263-1, S. 291 ff. (Statistische Bibliothek des Bundes und der Länder [PDF; 41,1 MB]).